# マウルス・セルウィウス・ホノラトゥス
マウルス・セルウィウス・ホノラトゥス（Maurus Servius Honoratus）は、4世紀後半に活躍した文法学者。古代ローマの詩人・ウェルギリウスによる叙事詩『アエネーイス』（Aeneid）に施したラテン語の注釈が有名。
| スタブアイコン | サブスタブ | この項目は、まだ閲覧者の調べものの参照としては役立たない、文人（小説家・詩人・歌人・俳人・作詞家・作家・放送作家・随筆家（コラムニスト）・文芸評論家）に関連した書きかけの項目です。この項目を加筆・訂正などしてくださる協力者を求めています（P:文学/PJ:作家）。 |